# Вулиця Хамзата Гелаєва
Вулиця Хамзата Гелаєва — вулиця в центрі Металургійного району міста Кривий Ріг. Названа на честь дивізійного генерала, головнокомандувача збройних сил Чеченської Республіки Ічкерія Хамзата Гелаєва.

## Загальна інформація
Перетинається з вулицею Юрія Камінського.

## Історія
У радянські часи носила назву "вулиця Хабаровська".
28 жовтня 2022 року у місті Кривий Ріг вулицю Хабаровську перейменували на вулицю Хамзата Гелаєва. На будинку №2 встановлено меморіальну дошку Руслану (Хамзату) Гелаєву.

## Перехресні вулиці
- вулиця Юрія Камінського

## Прилеглі вулиці
- вулиця Соборності
- вулиця Володимира Бизова